# HMS Bermuda (C52)
La HMS Bermuda (Pennant number C52), ottava nave da guerra britannica a portare questo nome, è stata un incrociatore leggero classe Crown Colony, tipo Fiji, della Royal Navy. Costruita nei cantieri John Brown venne impostata il 30 novembre 1938, varata l'11 settembre 1941 ed entrò in servizio il 21 agosto 1942 in piena seconda guerra mondiale.

## Servizio

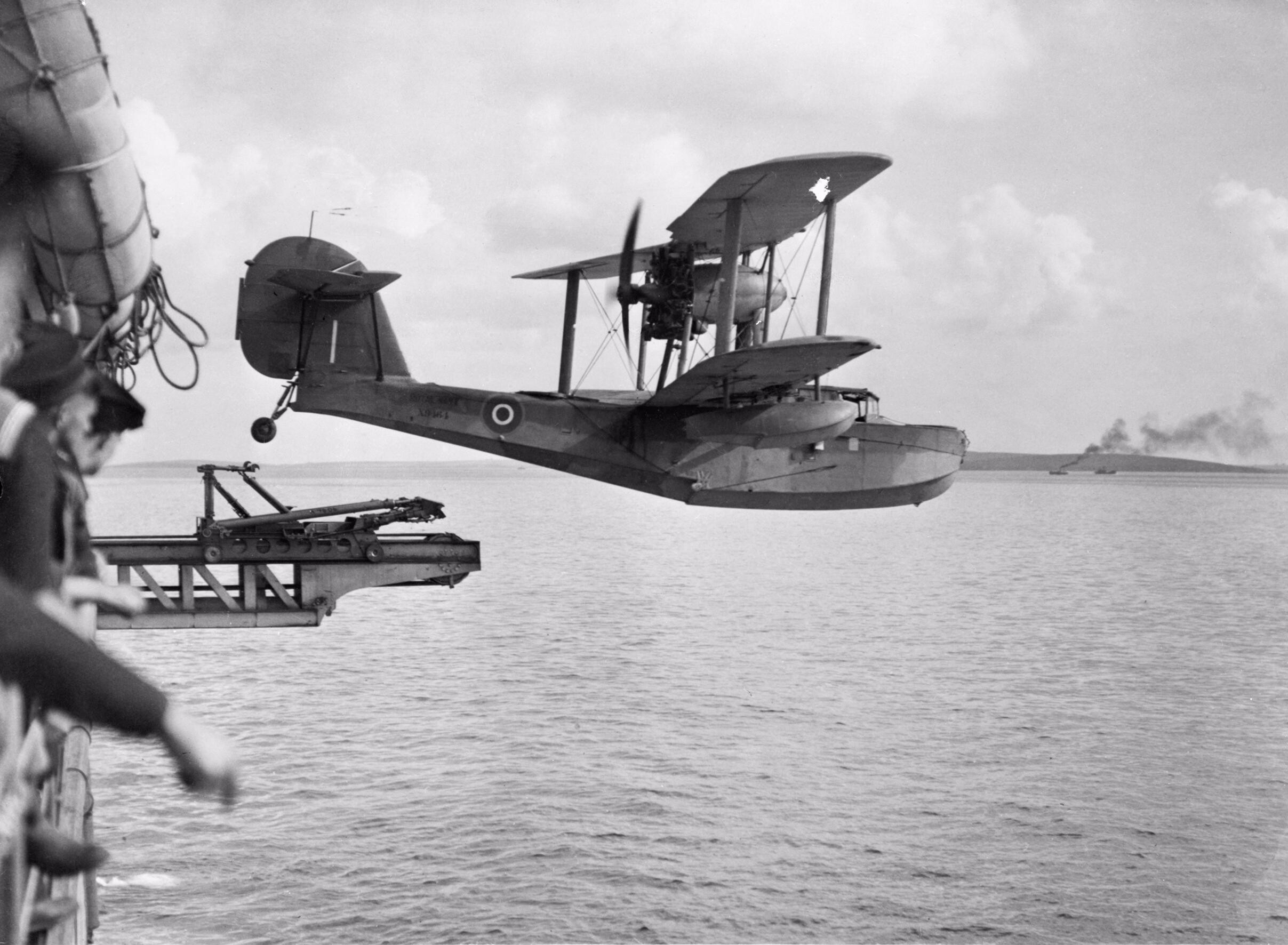
Il Supermarine Walrus della HMS Bermuda appena lanciato dalla catapulta di bordo.

Appena entrata in servizio dopo la fine delle prove a Scapa Flow venne trasferita nel Mediterraneo per appoggiare gli sbarchi in nordafrica denominati Operazione Torch come parte del 10º Squadrone incrociatori. L'8 novembre mentre si trovava insieme alla Sheffield venne attaccata da aerei He 111 al largo di Algeri, uscendo illesa dal bombardamento. A metà di novembre, dopo aver operato contro le navi di rifornimento nemiche dirette in nordafrica venne riassegnata alla Home Fleet, tornando in patria nei primi giorni di dicembre per essere assegnata a pattugliamenti nell'Atlantico settentrionale e scorta ai convogli diretti in Unione Sovietica, posizione in cui rimase fino al maggio 1943 quando scortò in Canada la RMS Queen Mary con a bordo il Primo Ministro Churchill diretto ad un incontro con il Presidente statunitense Roosevelt. Alla fine del mese partecipò all'operazione Gearbox, che aveva lo scopo di portare rifornimenti alla guarnigione di stanza a Spitsbergen. La missione venne rallentata dalle avverse condizioni atmosferiche e le navi tornarono in porto il 14 giugno. Il 30 venne assegnata insieme alla Glasgow come appoggio alle operazioni antisommergibile in atto nel golfo di Biscaglia per prevenire sortite di cacciatorpediniere nemici. Rimase nella zona fino al mese di luglio e in agosto partecipò ad un'operazione simile al largo della Spagna, durante la quale le navi britanniche vennero attaccate per la prima volta con bombe Henschel Hs 293. Tra settembre e ottobre rimase in cantiere a Devonport dove ricevette ulteriore armamento antiaereo vedendo rafforzata la dotazione di pezzi da 20 mm.
Tornata in servizio il 5 ottobre a Scapa Flow scortò convogli artici nel mese di novembre, rimanendo danneggiata a causa del mare grosso. Riparata in dicembre tornò in servizio attivo prima della fine dell'anno, assegnata sempre ai convogli artici. Il 31 marzo 1944 entrò in cantiere per un raddobbo che prevedeva l'eliminazione degli aerei imbarcati e l'ulteriore potenziamento delle armi antiaeree. Tornata in servizio in maggio senza però partecipare all'operazione Neptune e il 30 giugno venne designata per il servizio nella British Pacific Fleet di recente creazione, entrando quindi in cantiere per le necessarie modifiche. Vennero installati i radar Type 274 per il controllo fuoco e i Type 277 e 293, rispettivamente per il rilevamento di navi e la rilevazione dell'altitudine. Per il rilevamento di aerei nemici venne installato il Type 281, dislocato su due alberi.
Giunta a Sydney il 7 luglio 1945 insieme all'incrociatore Belfast, senza partecipare ad operazioni di rilievo fino alla conclusione del conflitto. Il 9 settembre fu presente alla resa formale dell'isola di Formosa. La Bermuda divenne successivamente ammiraglia del 5º Squadrone Incrociatori rimanendo assegnata alla Eastern Fleet fino al 1947, quando tornò in patria nel mese di giugno. Ritirata dal servizio venne sottoposta a un ciclo di lavori prima di tornare in servizio nel 1950, assegnata all'Atlantico meridionale e all'Oceano Indiano. Nel 1953 venne trasferita nel Mediterraneo e l'anno successivo tornò in patria venendo assegnata alla Home Fleet. Ritirata dal servizio nel 1956 venne sottoposta ad altri importanti lavori di modernizzazione che le permisero di restare in servizio fino al 1962. Venne ritirata definitivamente dal servizio attivo il 30 luglio 1962 a Portsmouth. La Bermuda venne quindi messa in vendita nel 1965 e la demolizione iniziò presso i cantieri T W Ward di Briton Ferry il 26 agosto dello stesso anno.